# Barbara Colby
Barbara Colby (New York, 2 luglio 1939 – Los Angeles, 24 luglio 1975) è stata un'attrice statunitense.

## Biografia
Nata a New York, ha iniziato la carriera di attrice in teatro negli anni '60. 
Debutta nel cinema in The Tiger Makes Out nel 1967, anche se è non accreditata in questo film. Prende parte a diverse produzioni televisive tra cui Mary Tyler Moore (1974-1975) e Phyllis (1975) e cinematografiche negli anni '70.
Nel luglio 1975 venne uccisa mentre camminava a Los Angeles insieme a un collega. Aveva 36 anni ed era separata da Bob Levitt, figlio di Ethel Merman.

## Filmografia parziale

### Cinema
- The Tiger Makes Out, regia di Arthur Hiller (1967) - non accreditata
- Petulia, regia di Richard Lester (1968) - non accreditata
- The Memory of Us, regia di H. Kaye Dyal (1974)
- California Poker (California Split), regia di Robert Altman (1974)
- Fuga a tre (Rafferty and the Gold Dust Twins), regia di Dick Richards (1975)

### Televisione
- N.Y.P.D. – serie TV, 2 episodi (1969)
- Colombo (Columbo) – serie TV, episodio 1x01 (1971)
- La strana coppia (The Odd Couple) – serie TV, un episodio (1971)
- Una vita tutta nuova (A Brand New Life) – film TV (1973)
- F.B.I. (The F.B.I.) – serie TV, un episodio (1973)
- Medical Center – serie TV, un episodio (1974)
- Gunsmoke – serie TV, un episodio (1974)
- Mary Tyler Moore (The Mary Tyler Moore Show) – serie TV, 2 episodi (1974-1975)
- Phyllis – serie TV, 3 episodi (1975)